# 巨枝軸孔珊瑚
巨枝軸孔珊瑚（学名：Acropora grandis）为軸孔珊瑚科軸孔珊瑚屬下的一个种。